# 神原寧
神原寧（かみはら やすし、1951年7月28日 - ）は日本の財務官僚。

## 来歴
東京都出身。東京教育大学附属高等学校、東京大学法学部第2類（公法コース）卒業。1974年 大蔵省入省（大臣官房秘書課）。国税庁長官官房会計課長、金沢国税局長などを歴任。2001年7月10日 税務大学校長。2002年7月9日に退官。同年8月1日 国際観光振興会理事（〜2005年7月20日）。2011年5月10日 株式会社オオゼキ監査役（〜2015年5月11日）。2021年11月瑞宝中綬章受章。

## 職歴
- 1974年4月：大蔵省入省（大臣官房秘書課）
- 1976年6月：大臣官房付（プリンストン大学留学[3]）
- 1978年7月：国際金融局調査課企画係長[4]
- 1980年7月：小樽税務署長
- 1981年7月：大臣官房秘書課長補佐（財務官室）[5]
- 1981年11月：派遣職員（アジア開発銀行総裁補佐官）
- 1984年7月：主税局国際租税課長補佐
- 1985年7月：主税局税制第二課長補佐（消費税）[6]
- 1986年6月：主税局税制第二課長補佐（総括・酒税）[7]
- 1989年6月：大臣官房企画官兼主税局総務課
- 1990年7月：大臣官房企画官兼主税局税制第一課
- 1991年5月：外務省経済協力開発機構日本政府代表部参事官
- 1994年7月：内閣官房内閣情報調査室経済部門内閣調査官
- 1996年7月：国税庁課税部所得税課長
- 1998年7月：国税庁長官官房会計課長
- 1999年7月8日：金沢国税局長
- 2001年7月10日：税務大学校長
- 2002年7月9日：退官
- 2021年11月：瑞宝中綬章受章[8]